# Морёй (кантон)
Морёй (фр. Moreuil) — кантон во Франции, находится в регионе О-де-Франс, департамент Сомма.  Расположен на территории двух округов: двадцать одна коммуна входит в состав округа Мондидье, двадцать ― в состав округа Перон.

## История
До 2015 года в состав кантона входили коммуны:
Ангар, Анже-ан-Сантер, Арвиллер, Бертокур-ле-Тен, Бокур-ан-Сантер, Браш, Вьянкур-л'Экипе, Виллер-о-Эрабль, Демюэн, Домар-сюр-ла-Люс, Иньокур, Кайё-ан-Сантер, Контуар, Ла-Нёвиль-Сир-Бернар, Ле-Кенель, Ле-Плесье-Розенвиллер, Мезьер-ан-Сантер, Морёй, Моризель, Оберкур, Пьерпон-сюр-Авр, Тен, Френуа-ан-Шосе.
В результате реформы 2015 года   состав кантона был изменен. В него вошли упраздненный кантон Розьер-ан-Сантерр и коммуна Айе кантона Бов.
С 1 января 2019 года состав кантона снова изменился: коммуны Контуар и Пьерпон-сюр-Авр вместе с коммуной Аржикур кантона Руа образовали новую коммуну Труа-Ривьер, которая вошла в состав кантона Руа.

## Состав кантона с 1 января 2019 года
В состав кантона входят коммуны (население по данным Национального института статистики за 2018 г.):
- Ай (427 чел.)
- Аллю (165 чел.)
- Ангар (124 чел.)
- Анже-ан-Сантер (1 014 чел.)
- Арбоньер (1 638 чел.)
- Арвиллер (770 чел.)
- Байонвиллер (337 чел.)
- Бертокур-ле-Тен (435 чел.)
- Бокур-ан-Сантер (171 чел.)
- Бофор-ан-Сантер (197 чел.)
- Браш (247 чел.)
- Бушуар (280 чел.)
- Варвиллер (142 чел.)
- Виллер-о-Эрабль (132 чел.)
- Врели (443 чел.)
- Вьянкур-л'Экипе (265 чел.)
- Гийокур (427 чел.)
- Демюэн (508 чел.)
- Домар-сюр-ла-Люс (410 чел.)
- Иньокур (72 чел.)
- Кайё-ан-Сантер (122 чел.)
- Ке (719 чел.)
- Ла-Нёвиль-Сир-Бернар (295 чел.)
- Ла-Шават (73 чел.)
- Ле-Кенель (786 чел.)
- Ле-Плесье-Розенвиллер (764 чел.)
- Меарикур (591 чел.)
- Мезьер-ан-Сантер (1 014 чел.)
- Мокур (180 чел.)
- Морёй (3 968 чел.)
- Моризель (507 чел.)
- Оберкур (80 чел.)
- Парвиллер-ле-Кенуа (234 чел.)
- Розьер-ан-Сантер (3 001 чел.)
- Рувруа-ан-Сантер (213 чел.)
- Тен (568 чел.)
- Фоли (149 чел.)
- Франсар (153 чел.)
- Френуа-ан-Шосе (142 чел.)
- Фукекур (156 чел.)
- Шийи (178 чел.)

## Политика
На президентских выборах 2022 г. жители кантона отдали в 1-м туре Марин Ле Пен 39,2 % голосов против 24,2 % у Эмманюэля Макрона и 15,0 % у Жана-Люка Меланшона; во 2-м туре в кантоне победила Ле Пен, получившая 59,7 % голосов. (2017 год. 1 тур: Марин Ле Пен – 37,5 %, Эмманюэль Макрон – 19,0 %, Жан-Люк Меланшон – 16,9 %, Франсуа Фийон – 14,4 %; 2 тур: Ле Пен – 54,7 %. 2012 год. 1 тур: Марин Ле Пен - 27,4 %, Франсуа Олланд - 27,1 %, Николя Саркози - 23,1 %; 2 тур: Олланд - 53,9 %).
С 2021 года кантон в Совете департамента Сомма представляют вице-мэр коммуны Морёй Бертран Демуи (Bertrand Demouy) (Союз демократов и независимых) и мэр города Розьер-ан-Сантерр Франсуаза Май-Барбар (Françoise Maille-Barbare) (Разные правые).
|                | Кандидаты                          | Партия                   | Первый тур | Первый тур     | Второй тур | Второй тур |
| Кол-во голосов | Кандидаты                          | Партия                   | % голосов  | Кол-во голосов | % голосов  |            |
| -------------- | ---------------------------------- | ------------------------ | ---------- | -------------- | ---------- | ---------- |
|                | Бертран Демуи Франсуаза Май-Барбар | Правоцентристский блок   | 2 320      | 42,27          | 3 232      | 63,57      |
|                | Летиция Барбье Тибо Коттель        | Национальное объединение | 1 675      | 30,52          | 1 852      | 36,43      |
|                | Жоржетта Сьясья Брис Шантрель      | Разные левые             | 1 493      | 27,20          |            |            |

|                | Кандидаты                         | Партия                  | Первый тур | Первый тур     | Второй тур | Второй тур |
| Кол-во голосов | Кандидаты                         | Партия                  | % голосов  | Кол-во голосов | % голосов  |            |
| -------------- | --------------------------------- | ----------------------- | ---------- | -------------- | ---------- | ---------- |
|                | Пьер Буланже Франсуаза Май-Барбар | Разные правые           | 3 786      | 43,73          | 4 791      | 56,95      |
|                | Жереми Делапьер Изабель Феке      | Национальный фронт      | 3 405      | 39,33          | 3 622      | 43,05      |
|                | Давид Минар Патрисия Трипле       | Социалистическая партия | 1 466      | 16,93          |            |            |

|  | Кандидат      | Партия                  | % голосов |
|  | ------------- | ----------------------- | --------- |
|  | Пьер Буланже  | Разные правые           | 56,25     |
|  | Жоэль Сюэн    | Социалистическая партия | 30,45     |
|  | Брюно Дюамель | Национальный фронт      | 8,82      |
|  | Патрис Карон  | Разные левые            | 4,47      |